# Gazeta Wyborcza
Gazeta Wyborcza is een Pools dagblad. Vanuit politiek standpunt is het blad links-liberaal.
De krant heeft een oplage van ongeveer 190.000 exemplaren. Redacteur en tevens medeoprichter is Adam Michnik. Gazeta Wyborcza had ooit een gemiddelde oplage van 672.000. In 2010 was dat nog maar 319.000 en anno 2013 is het aantal gezakt tot 190.000. De krant heeft ook een digitale versie.